# Live in London (álbum de Testament)
Live in London es un álbum en directo del grupo estadounidense de thrash metal Testament, lanzado el 1 de noviembre de 2005 en formato CD y DVD. Cuenta con la línea original de Testament, con Chuck Billy, Greg Christian, Louie Clemente, Eric Peterson, y Alex Skolnick, aunque John Tempesta tocó la batería desde el inicio del show hasta "Trial by Fire". John Tempesta es sustituido por Louie Clemente el resto del show, dando a la audiencia una reunión "clásica" de la banda. Este fue el tercer espectáculo de la gira 10 Days in May Tour. El DVD cuenta con tres mezclas de audio, así como una breve entrevista con los miembros de la banda.

## Lista de canciones
1. "The Preacher"
2. "The New Order"
3. "The Haunting"
4. "Electric Crown"
5. "Sins of Omission"
6. "Souls of Black"
7. "Into the Pit"
8. "Trial by Fire"
9. "Practice What You Preach"
10. "Let Go of My World"
11. "The Legacy"
12. "Over the Wall"
13. "Raging Waters"
14. "Disciples of the Watch"

## Créditos
- Chuck Billy: Vocales
- Alex Skolnick: Guitarra principal
- Eric Peterson: Guitarra rítmica/principal
- Greg Christian: Bajo
- John Tempesta: Batería
- Louie Clemente: Batería
- Andy Sneap: Mezclas